# Герайон Аргосу

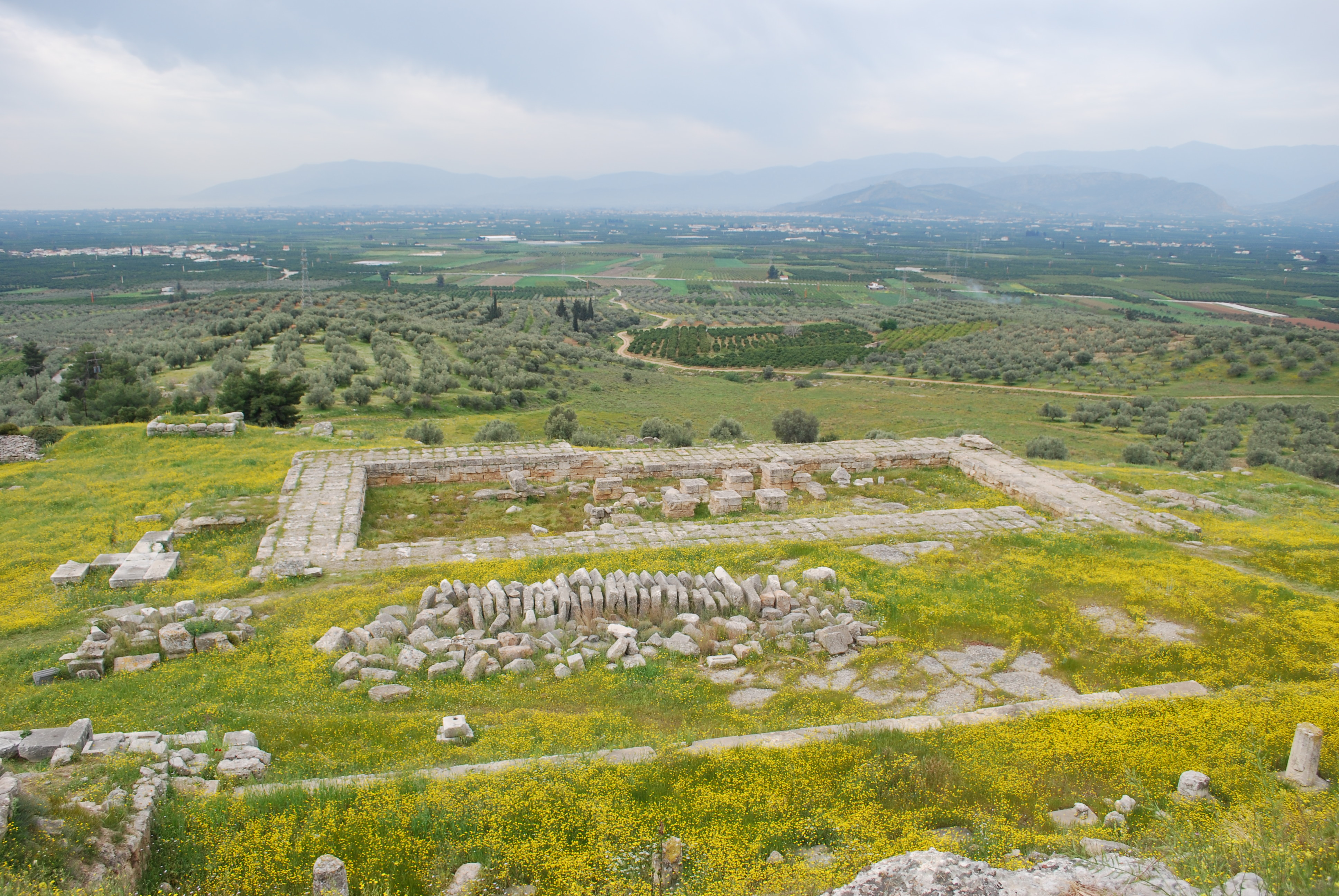
Вигляд з Герайона Аргосу на рівнину Інахос.

Герайон Аргосу ( грец. Ἡραῖον Ἄργους   ) — стародавній храм в Аргосі, Греція. Він був частиною найбільшого святилища в Арголіді, присвяченого Гері, чий епітет «Аргівська Гера» (Ἥρη Ἀργείη Тут Argeie ) з’являється у творах Гомера. Сама Гера стверджує, що є захисницею Аргосу в « Іліаді IV», 50–52): «Три міста, які я люблю найбільше, — це Аргос, Спарта та Мікени на широких вулицях». В Аргосі збереглася пам'ять про архаїчне, аніконічне зображення на стовпі Великої Богині .  Місце, яке могло ознаменувати впровадження культу Гери в материковій Греції, розташоване на північний схід від Аргосу між археологічними розкопками Мікени та Мідеї, двох важливих міст Мікени. Мандрівник Павсаній, який відвідав це місце у 2 столітті нашої ери, називав цю місцевість Просимною (Προσύμνη).

## Розташування
Розташований на родючій Аргівській рівнині в північно-східній частині Пелопоннеського півострова , Герайон в Аргосі стоїть на нижніх пагорбах, що ведуть до гори Евбея.  Приблизно в п’яти милях від міста Аргос, у трьох милях від Мікен і в шести милях від Тірінсу,  Герайон залишався доступним для жителів рівнини через різноманітні пішохідні стежки та дороги, які приводили до навколишніх анклавів, таких як Мікени та Аргос, разом для поклоніння та священних ігор.  Вибрана територія, де сьогодні стоїть Герайон, не є повністю рівною,  і аргівці побудували масивну підпірну стіну та терасу, щоб було більше простору під час будівництва.  Річка Елеутеріон протікає неподалік від священного місця, забезпечуючи водою очисні ритуали та жертвоприношення.  Також неподалік Герайона знаходяться гробниці попередників рівнини, мікенців; Заснування Герайона поблизу цієї вже священної території послужило для Аргосу способом легітимізувати свою державу, що розвивається, пов’язавши її з героїчним успіхом і престижем Мікен. 

## Історія

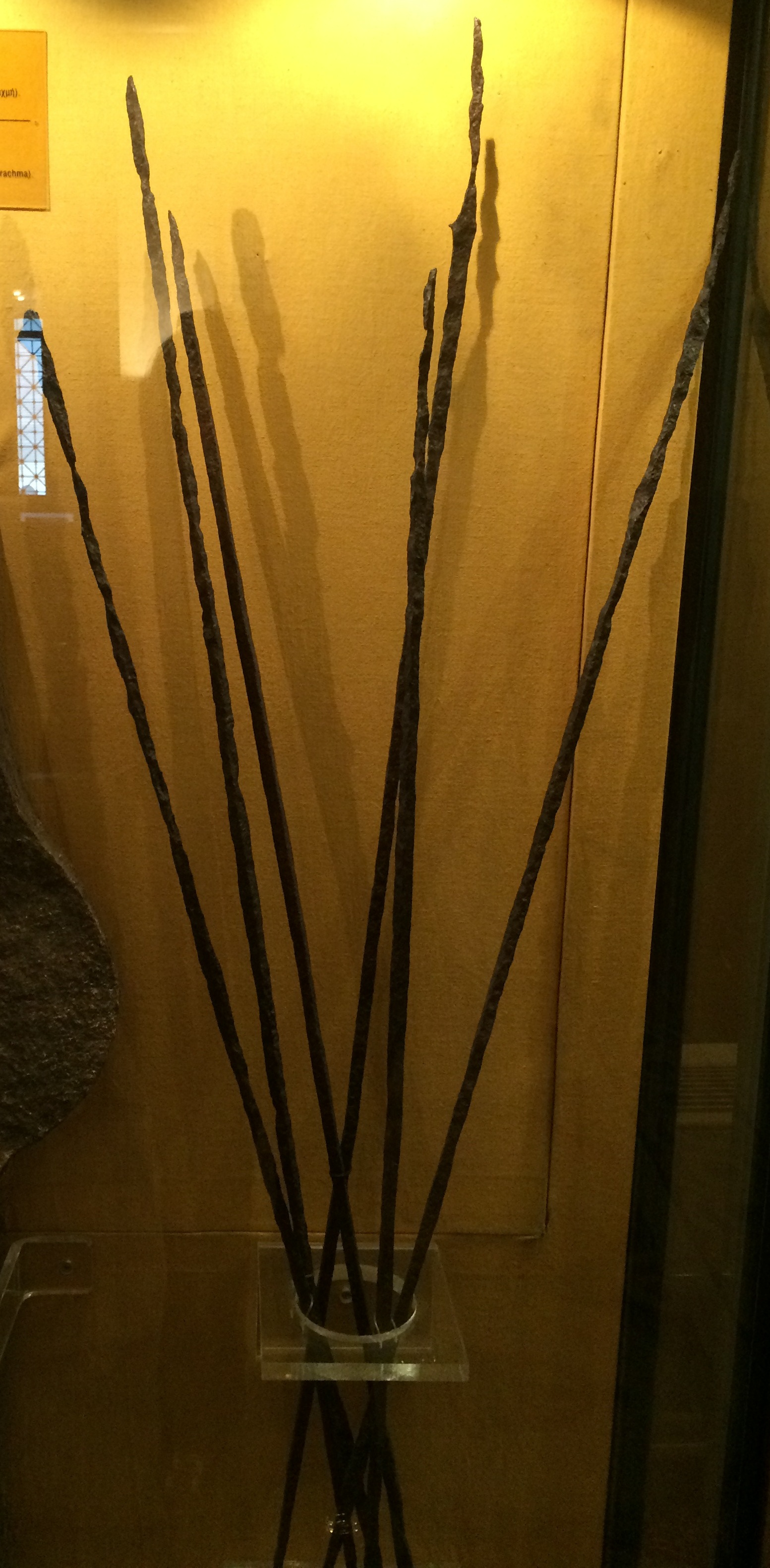
Залізні оболої у вигляді коси, виявлені в Герайоні, зараз експонуються в Нумізматичному музеї Афін.

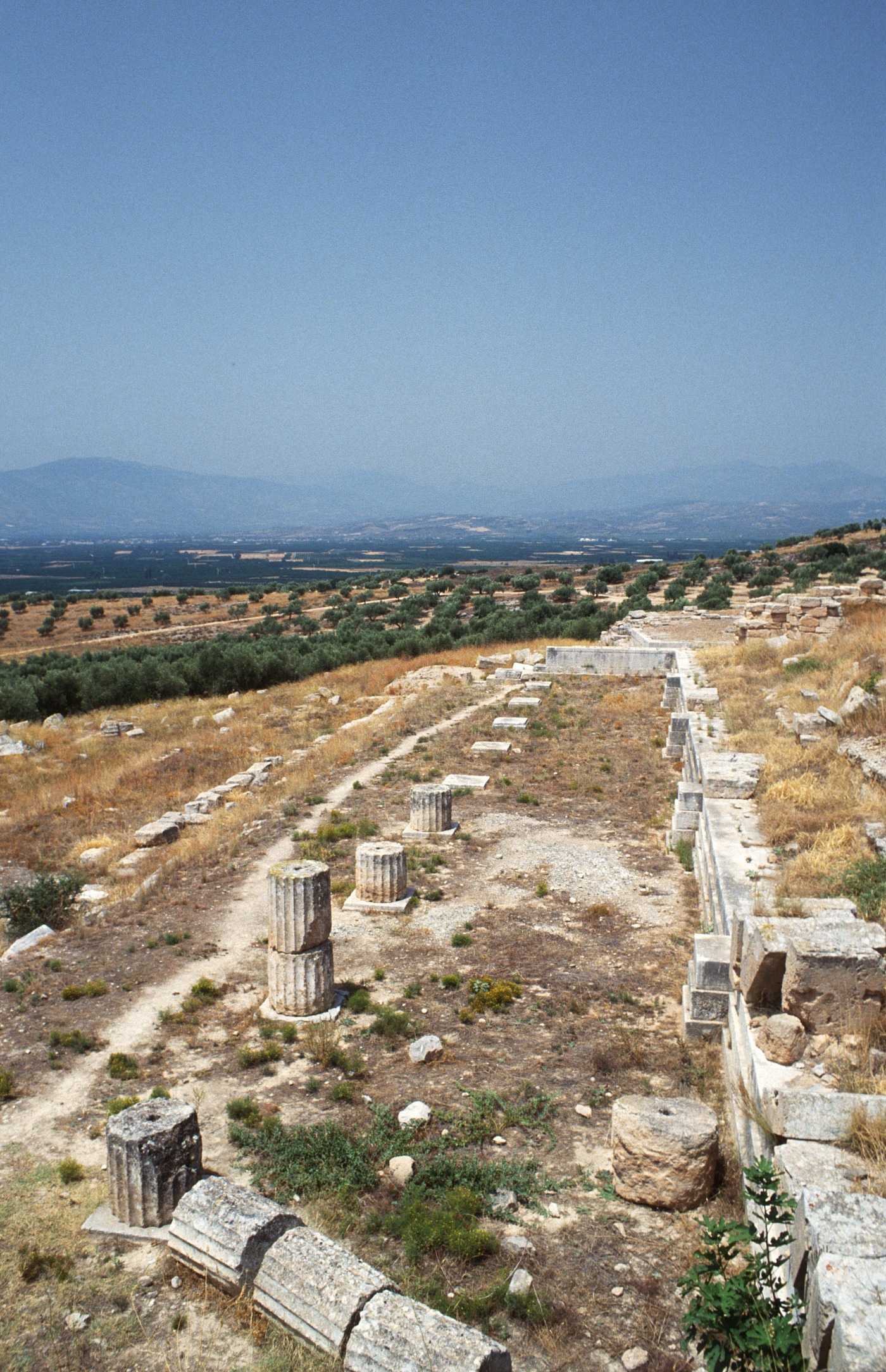
Залишки стоа

### Раннє використання місця
До того, як Аргос побудував найдавніші споруди Герайона і мав вплив на цю територію, групи використовували землю в період неоліту до періоду пізньої еллади.  П. Алін знайшов докази у вигляді протогеометричних глиняних виробів, які підтверджують, що групи оселилися поблизу тераси Старого храму та Другого храму; а також він знайшов неподалік толос і ділянку мікенських камерних гробниць.  Немає достатньо доказів, щоб підтвердити, чи постійно використовували це місце з часів бронзової доби до темної доби. 

### Розвиток Герайона
Наприкінці темної доби, Аргівська рівнина зазнала драматичних зрушень і змін, оскільки населення зростало і почали виникати міста-держави.  Серед цих нових держав на рівнині був Аргос, раніше невелика група міст темної доби.  Оскільки Аргос зростав як населенням, так і багатством,  у нього були ресурси, щоб братися за проекти, які слугували б і сприяли його зростаючій громаді.  Будівля цього великого священного простору, Герайона в Аргосі, відображала нову спільну ідентичність людей в цьому районі рівнини, що розвивається.  Використання святилища поширилося за межі Аргосу з моменту заснування Герайона у 8 столітті до нашої ери, воно функціонувало як спільне місце поклоніння та місце для зустрічей різних громад на Аргівській рівнині до 460 року до нашої ери. 

#### 8-7 століття до нашої ери
Розміром 55,80 м х 34,40 м, прямокутна тераса Старого храму була першою спорудою, побудованою в Аргівському Герайоні.  Аргівці побудували терасу наприкінці восьмого або на початку сьомого століття  шляхом нагромадження великих каменів різної форми один на одного.  Ці камені зустрічаються в природі приблизно за 50 м від поверхні тераси і на південній стороні цієї споруди, аргівці періодично розкидали їх меншими брилами між ними.  Виходячи із залишків споруди, стає зрозуміло, що Аргос наслідував мікенську кам’яну кладку, циклопську кладку .  Такий вибір у дизайні був цілеспрямованим: народ Аргосу, що розвивався, прагнув налагодити зв'язки з попередніми мікенцями, які особливо шанувалися, і яким поклонялися в цей період.  Як пояснив Е. Л. Тілтон, очевидно, що Аргос побудував цю частину Герайона далеко після мікенців.  По-перше, Тілтон зазначає, що тераса занадто довга і не розділена на сегменти, як мікенці зазвичай будували свої стіни та тераси.  Крім того, камені, які використовували аргівці при будівництві тераси Старого храму, більші за ті, які встановили мікенці.  З цих спостережень, зроблених у 1903 році, Тілтон зробив висновок, що Аргос свідомо намагався відтворити та наслідувати споруди часів Мікен.  Тераса Старого Храму в Герайоні стоїть над центральною терасою,  а споруда служить підпірною стіною; тверда поверхня, збудована на верхній частині стіни, могла б стати основою для великої будівлі. 
Старий храм стоїть на верхній терасі Герайона неподалік.  Оскільки лише південний стилобат був недоторканий, археологи не змогли точно датувати його, але стиль стилобату відображають споруди, датовані 7 століттям.  Стром і Біло припускають, що в храмі були колони, хоча Біло стверджує, що внутрішній дизайн і планування не можуть бути досліджені через відсутність доказів.  На захід і південь від Тераси Старого Храму та Старого Храму є вимощена ділянка.  Завдяки високій видимості здалеку, ці приміщення могли служити для демонстрації вражаючих присвят від багатих відвідувачів Аргівського Герайона. 

#### 6 століття до нашої ери
Коултон датував довгу стою Герайона кінцем 7-6 століття до нашої ери в 1976 році.  Довга стоа, яка також називається Північною, має розміри 62,10 х 9,20 м.  Крім того, Коултон датував меншу стоу, Північно-Східну будівлю, приблизно серединою 6-го століття до нашої ери.  Північно-східна будівля, розміром 20,60 х 6,90 м, розташована на схід від більшої Північної Стоа.  Біло припускає у своїй роботі 1997 року, що Аргос також побудував Вест-Білдінг, місце для зборів протягом цього століття.  Однак робота Міллера 1973 року відносить будівництво цієї будівлі в останню половину п’ятого століття або пізніше,  відповідно до гіпотезованого порядку будівництва. Західна будівля досі зберігає головний перистиль із двома рядами колон на схід, південь та захід.  На північ від будівлі є три кімнати зі спільним коридором, який з'єднує інші кімнати із заходу та основної частини будівлі.  Є вирізки для диванного простору, які припускають, що ці три кімнати функціонували як місце для обіду та спілкування. 

#### 5 століття до нашої ери і далі
Середина V століття до нашої ери принесла багато змін для Аргосу та його території. У той час як Герайон в Аргосі функціонував переважно як спільне місце для поклоніння та зустрічей громад поблизу Аргівської рівнини, прагнення до розширення Аргівів та влади в середині цього століття змінив структуру Герайона.  Аргос завоював сусідні держави: Мікену, Тірін та Мідею в 460 році до нашої ери, і значні реконструкції та доповнення до Аргівського Герайона, безсумнівно, відображають зміну соціально-політичного стану.  Аргос ніби зосередив свої зміни на нижній терасі.  Спочатку він з’єднав дві стоа, побудовані в VI столітті, сходами, що ведуть до тераси Старого храму.  Також було нове будівництво на схід від Герайона у вигляді заснування прямокутної Східної будівлі.  Аргос також побудував ще одну стоу на південному боці святилища, яку зазвичай називають Південною Стоа. 
В «Історії Пелопоннеської війни » Фукідід розповідає, що Старий храм в Герайоні згорів у 423 році до нашої ери (4.133). Згідно з цією розповіддю Фукідіда, жриця Хрісіс ненавмисно залишила смолоскип занадто близько до деяких гірлянд, які загорілися (4.133). Новий храм був побудований на іншій терасі між 420 р. до н.е. і 410 р. до н.е.  Амандрі припускає, що будівництво цього нового храму відбулося не лише тому, що він діяв як заміна; є свідчення, що добудова цього храму, який зазвичай називають класичним храмом, планувалась у 5 столітті, ще до пожежі.  Щоб пристосуватися до зростаючого штату Аргів протягом цього часу, було необхідне розширення Аргівського Герайона,  і, крім того, ці зміни «добре вписувалися в загальну модель перегляду після завоювання, прояснюючи соціальний статус та права у світлі нового соціального порядку, інтегруючи культову діяльність і зміцнюючи панівне становище Аргосу на рівнині» (Морган 86).
Якби храм все ще використовувався до 4-го століття, він був би закритий під час переслідувань язичників у пізній Римській імперії, коли християнські імператори ухвалили закони проти нехристиянських релігій та їхніх святилищ.

## Богослужіння та релігійні обряди

### Богиня Гера
Стародавні греки, серед багатьох інших ролей, поклонялися Гері як цариці богів. На цих священних місцях, як-от Герайон в Аргосі, стародавні греки зазвичай підкреслювали конкретні певні якості або ролі, які проявлялися в дизайні святилища, ритуалах і святах, що проводилися там.  В Аргівському Герайоні, Гері поклонялися з низкою цілей, які слугували окремим особам, родині та полісу: «Гера постає як багатофункціональна богиня, чий панеллінський статус дружини Зевса та «цариці» богів стоїть за функціями захисниці пологів, дорослішання та шлюбу» (Баумбах 6). Виявляється, Гера є покровителькою сімейного благополуччя , а також їй, схоже, поклонялися щодо військових і державних сил, оскільки вони захищали домівку.  Через її всеохоплюючу роль у повсякденному житті, і чоловіки, і жінки поклонялися Гері. 

### Свята та ритуали
Герайон влаштовував ряд щорічних фестивалів, які включали громаду Аргоса та інші. Зокрема, щорічно проводилися заходи на честь Ієроса Гамоса Гери та Зевса.  За словами Павсанія, жителі Аргосу вірили, що джерело Канатос, поблизу Навпліона, є священним, і Гера купалася там, щоб повернути свою цнотливість перед Ієром Гамосом.  В результаті, аргівці купали її статую перед церемоніями навколо цього свята.  Крім цього, є свідчення того, що ритуали для заручених жінок відбувалися в Аргівському Герайоні.  Коли молода жінка залишала статус дівчини і ставала дружиною, на місці Герайона проводилися численні практики, як-от купання у воді річки Елеутеріон , які підготовували її до шлюбу. 
Крім того, є свідчення про процесії до Аргіва Герайона з Аргосу.  Марш, названий Процесією Гери Аргії, залишив місто Аргос і попрямував угору священним шляхом з групами молодих жінок, корів та озброєних молодих чоловіків на параді.  В « Історіях » Геродот розповідає про конкретну подію, що сталася під час однієї з цих процесій: історію Келобіса та Бітона (1.31). Сини жриці в Герайоні, Клеобіс і Бітон, допомагають своїй матері підійти до святилища, тягнучи її візок вручну. Після успішного прибуття, їхня мати молиться до Гери про найвище благословення, яке буде надано їм. Клеобіс і Бітон заходять у храм Гери, засинають і ніколи не прокидаються.  Незважаючи на такий опис Хресного ходу Гери Аргеї, досі невідомо, коли ці процесії почалися. 
Ці фестивалі додатково дали час для соціалізації, а також дозволили змагатися окремим сім’ям та різним спільнотам у формі ігор.  Є свідчення того, що жителі Аргівської рівнини проводили священні ігри в Аргівському Герайоні, і археологи знайшли численні бронзові гідраї з написами, які вказують, що вони були призами. 

### Вотиви
Відвідини Аргівського Герайона часто передбачали посвячення вотивів Гері, і оскільки вотиви традиційно залишалися на місці після освячення, ці пропозиції надавали значну кількість доказів для археологів, які вивчали це місце.  Прихожани Герайона молилися, перш ніж залишати такі речі, як статуетки, печатки, амулети та коштовності в певних зонах на місці. Вивчаючи ці вотиви, археологи змогли краще дізнатися про щоденні турботи, цінності та життя людей на Аргівській рівнині.  Знахідки зображень, які мають символи догляду за дітьми та жіночності, ще більше підтверджують статус Гери як захисниці в цьому святилищі, яка піклується про сім'ю.  Існує багато маленьких фігурок дітей і жінок, а також амулетів для захисту, які підтверджують цю гіпотезу. Крім того, були також теракотові вотиви, які зображують домашні дії, як-от виготовлення їжі, одягу та ткацтво. Це також доводить асоціацію Гери зі збереженням будинку.  Нарешті, фігурки і щити воїнів, знайдені в Аргівському Герайоні, вказують на статус Гери захисниці та покровителя держави. Оскільки сім’я служила основою для армії, а армія, у свою чергу, захищала інтереси дому, роль Гери як богині-покровительки охоплювала суспільство на Аргівській рівнині значущо. 

## Розкопки
Генерал Гордон заснував Аргівський Герайон у 1831 році.  Відбулися розкопки Другої храмової тераси під керівництвом Гордона в 1836 році та Бурсіана і Рангабе в 1854 році.  Двадцять років потому Шліман досліджував Терасу Старого Храму.  Більш комплексні розкопки почалися наприкінці 19 століття. У 1892 році Вальдштейн провів кампанії, які обстежили все святилище, його вцілілі будівлі та вотиви.  Блеген відвернувся від святилища і провів роботу на прилеглій території Аргівського Герайона, знайшовши докази кладовищ і заселення поблизу цього місця.  Кескі та Амандрі провели розкопки після виявлення великої колекції вотивів під Іст-Білдінгом. Дослідження також проводили Калпаксіс, Стром, Біло, Пфафф, Коултон і Міллер наприкінці 20 століття. 